# Jüterbog
Jüterbog (dolnołuż. Jutšobog, pol. hist. Jutribok) – miasto w Niemczech w kraju związkowym Brandenburgia, w powiecie Teltow-Fläming. Miasto przemysłowe z licznymi zabytkami i budowlami ryglowymi, oraz licznymi z cegły klinkierowej z lat 20. XX w. (rozwój przemysłu lotniczego, kolejowego).

## Geografia
Miasto leży około 65 km na południowy zachód od Berlina, w trójkącie: Berlin, Lipsk, Drezno.

## Gospodarka
W mieście rozwinął się przemysł metalowy oraz meblarski.

## Historia
Powstało w okolicy fortyfikacji będących ostoją książąt saskich wśród Słowian. Prawa miejskie otrzymało w 1174. W pobliżu miasta znajdował się klasztor Zinna, z którego pozostał kościół klasztorny oraz część zabudowań mieszczących muzeum.
W 1997 do Jüterbog włączono osadę przyklasztorną (1764–1861 miasto) Kloster Zinna oraz wieś Neuheim (do 1951 Dorf Zinna).

## Współpraca
Miejscowości partnerskie::
- Aßlar, Hesja
- Waldbröl, Nadrenia Północna-Westfalia

## Komunikacja
W latach 1897−1928 w Jüterbogu funkcjonowała linia tramwaju konnego. W mieście znajduje się stacja kolejowa.